# Hichma
Hichma (en népalais : हिच्मा) est un comité de développement villageois du Népal situé dans le district d'Achham. Au recensement de 2011, il comptait 5 355 habitants.